# Woonwagenkamp

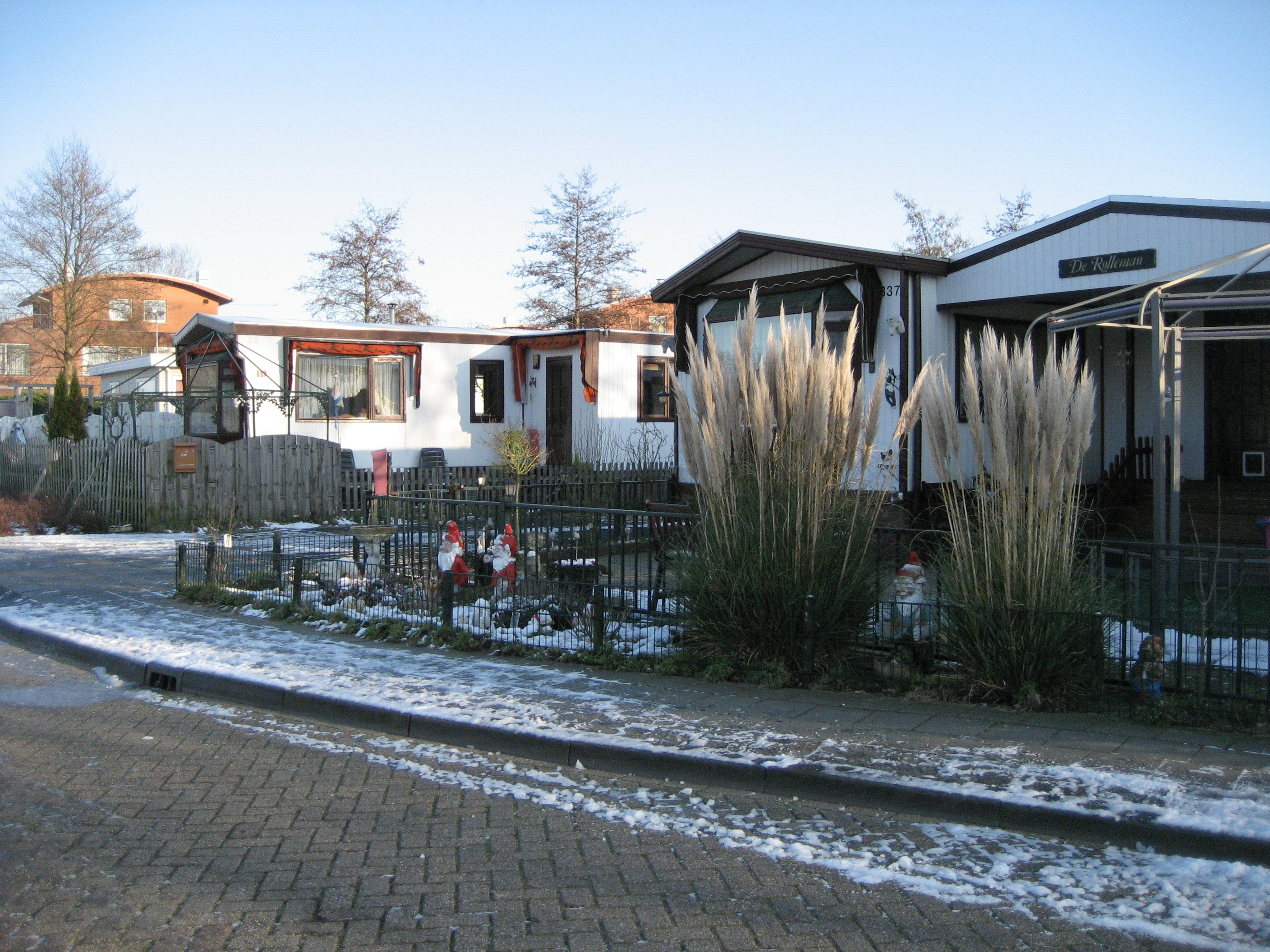
Een woonwagenkamp aan de rand van Den Haag (2014)

Een woonwagenkamp, in ambtelijke termen ook wel woonwagencentrum of woonwagenlocatie genoemd, is een plaats waar woonwagenbewoners leven. Een woonwagenkamp bestaat uit min of meer mobiele woningen. Er bestaan ook kampen waar de wagens een permanente plek hebben en aangesloten zijn op de riolering en andere nutsvoorzieningen.
Van oudsher zijn woonwagenkampbezoekers nomaden en Roma die zich vroeger herhaaldelijk verplaatsten. Uiteindelijk hebben zij zich, veelal onder druk van de overheid, op bepaalde aangewezen locaties gevestigd. Doordat ze vaak worden beschouwd als 'ongewenst' liggen deze plekken meestal op afstand van woonwijken, op industrieterreinen, langs snelwegen, spoorlijnen of zelfs naast begraafplaatsen.
Het Rijk ontwikkelde beleidskader in overleg met de Vereniging van Nederlandse Gemeenten, Aedes en vertegenwoordigers van de woonwagengemeenschap in 2018 na oordelen van onder andere het College voor de Rechten van de Mens en de Nationale Ombudsman. Die stelden dat het niet laten meewegen van de behoefte aan standplaatsen of het verminderen van de aantallen in strijd is met het recht op gelijke behandeling en geen recht doet aan de culturele identiteit van woonwagenbewoners.
Het aantal standplaatsen in Nederland in 2021 is in totaal 8.854, verdeeld over 1.151 woonwagenlocaties. Het totaal inclusief ‘bijzondere situaties’, zoals tijdelijke standplaatsen of stenen woningen op standplaatsen, ligt op 9.297 standplaatsen.
Het grootste woonwagenkamp van West-Europa is Beukbergen bij het Nederlandse Zeist, dat in 2016 260 standplaatsen telde. Een bekend woonwagenkamp was Vinkenslag in Maastricht, dat tegenwoordig De Karosseer heet. De bewoners van dit kamp waren enige tijd in het nieuws omdat zij een vermeend geschil hadden met de Belastingdienst en de politie bij twee invallen (in mei 2003 en april 2004) resp. 15.000 en 12.000 hennepplanten aantrof.
Een ander bekend woonwagenkamp is 'De Ark' in Emmen, dat een eigen voetbalclub had genaamd WKE, die speelde op het hoogste amateurniveau van Nederland, de Zondag Topklasse. Er speelden zowel woonwagenbewoners als 'burgers' bij de club.